# 藤井光男
藤井 光男（ふじい みつお、1931年3月13日- ）は、日本の経営史学者。学位は、商学博士（慶應義塾大学・論文博士・1973年）（学位論文「日本繊維産業経営史 戦後綿紡から合繊まで」）。日本大学名誉教授。

## 略歴
群馬県生まれ。1963年東京教育大学大学院文学研究科博士課程満期退学、1973年「日本繊維産業経営史 戦後綿紡から合繊まで」で慶應義塾大学より商学博士の学位を取得。芝浦工業大学講師、日本大学商学部助教授、教授。2002年定年、名誉教授。
2011年4月瑞宝中綬章受章。

## 著書
- 『日本繊維産業経営史 戦後・綿紡から合繊まで』日本評論社 1971
- 『戦間期日本繊維産業海外進出史の研究 日本製糸業資本と中国・朝鮮』ミネルヴァ書房 1987

### 共編著
- 『日本多国籍企業の史的展開』中瀬寿一、丸山恵也、池田正孝共編 大月書店 現代資本主義叢書 1979
- 『経営史-日本』編著 日本評論社 経営会計全書 1982
- 『日本的経営の構造 日本資本主義と企業』丸山恵也共編 大月書店 現代資本主義叢書 1985
- 『現代日本経営史 日本的経営と企業社会』丸山恵也共編著 ミネルヴァ書房 1991
- 『トヨタ・日産 グローバル戦略にかけるサバイバル競争』丸山恵也共著 大月書店 日本のビッグ・ビジネス 1991
- 『現代アジアの産業発展と国際分業』島田克美,小林英夫共編著 ミネルヴァ書房 Minerva現代経済学叢書 1997
- 『東アジアの国際分業と女性労働』編著 ミネルヴァ書房 Minerva現代経済学叢書 1997
- 『現代経営史 日本・欧米』井上昭一共編著 ミネルヴァ書房 叢書現代経営学 1999
- 『日本の主要産業と東アジア 国際分業の経営史的検証』丸山惠也共編著 八千代出版 2001
- 『東アジアにおける国際分業と技術移転 自動車・電機・繊維産業を中心として』編著 ミネルヴァ書房 Minerva現代経営学叢書 2001

## 論文
- <藤井光男